# 安部敏恵
安部 敏恵（あべ としえ、1980年12月9日 - ）は、RKBミューズ（RKB毎日放送子会社）所属のフリーアナウンサー。身長162cm。

## 経歴
山口県美祢市出身。山口県立厚狭高等学校普通科文化英語コースを経て福岡大学卒業後、航空会社勤務。退社後、タレントユニオンと所属契約。
2006年4月1日から四国放送に契約アナウンサーとして派遣。2008年9月に派遣解除、タレントユニオンとも所属契約を終了した。2009年、NHK北九州局の採用試験に合格。新年度から夕方のニュース番組を担当。
北九州局では地上デジタル放送推進大使不在の状況が続き、福岡局アナウンサーの渡邊佐和子が全県単位で活動する状況が続いていたが、2010年1月、正式に有馬幸恵の後任大使に就任し、中継局開局のお知らせ放送から任務を開始した。アナログ廃局まで、北九州地区の“全権大使”として活動した。
2013年、北九州局を退職。RKBミューズへ移籍した。

## 担当番組
- RKBヘッドライン（テレビは週末や早朝、ラジオは随時）

### 四国放送入社前
- Matthew's Best Hit TV リポーター（テレビ朝日）
- みんなのテレビ リポーター（横浜ケーブルビジョン）
- デイリー習志野 リポーター（タウンテレビ習志野）
- ナイスルッキング（マンション紹介インフォマーシャル）（YOUテレビ）

### 四国放送
- 530フォーカス徳島（テレビ）
- ナイトフライト（ラジオ）

### NHK北九州放送局
- こんばんは北九州
- キタキューモード「まちうた大集合」進行
- きたきゅうのうた 進行（2011年）
- きたきゅうたまご

### イベントMC
- 福岡市緑化月間キャンペーン
- 中央区市民まつり
- アジア太平洋フェスティバル
- 佐賀バルーンフェスタ
- とびうめ国文祭
- アイランドシティ菜の花まつり

### その他
- 第22回全国都市緑化フェアキャンペーンアテンダント『フラワーエンジェルズ』